# Nepal en los Juegos Olímpicos de Montreal 1976
Nepal estuvo representado en los Juegos Olímpicos de Montreal 1976 por un deportista masculino que compitió en atletismo.
El equipo olímpico nepalí no obtuvo ninguna medalla en estos Juegos.